# Soldeu
Soldeu is een stadje in Andorra in de parochie Canillo. De stad had 602 inwoners in 2014. Op een hoogte van 1.710 m is het de hoogstgelegen stad van Andorra. De belangrijkste economische activiteit is wintersport (Soldeu maakt deel uit van het skigebied Grandvalira), in de zomer is het een site waar veel met mountainbike wordt gereden. 
De toegangsweg tot Andorra vanuit Frankrijk, de CG-2 doorkruist de plaats. Het is sinds de aanleg van de Envaliratunnel onder de Port d'Envalira pas de eerste bewoning op Andorrese bodem die men passeert. Als men de oude route over de bergpas neemt, is er vanuit Frankrijk eerst nog het grensdorp El Pas de la Casa.